# أحمد شوشان
أحمد بن إبراهيم بن محمد الطاهر شوشان.: مواليد 1959 نقيب سابق في القوات الخاصة للجيش الوطني الشعبي اعتقل سنة 1992 بسبب علاقته بالحركة الإسلامية المسلحة حكم عليه بثلاث سنوات سجن وبعد نفاذ محكوميته غادر الجزائر إلى دول غرب أفريقيا التي قضى فيها ثلات سنوات ثم في ديسمبر 1997 دخل إلى بريطانيا كلاجئ سياسي.

## النشأة والدراسة
ولد أحمد شوشان 23 جوان 1959 ببلدية القرارة ولاية غرداية جنوب الجزائر. التحق بالكتاب قبل الخامسة ثم درس في مدرسة الحياة الحرة ومدرسة ابن خلدون النظامية التي تحصل منها على الشهادة الأهلية للتعليم المتوسط ثم في سنة 1974 انتقل إلى ثانوية غرداية المرحلة الثانو ية في تخصص العلوم التجريبية باللغة الفرنسية، وبعد الأحداث التي عرفتها غرداية بين سنتي 1975 و1976 والتي انطلقت شرارتها الأولى من ثانوية غرداية غادر أحمد شوشان إلى بيت عمه بالمنيعة وأكمل دراسته بثانوية ديدوش مراد وفي 1978 التحق بالأكاديمية العسكرية لمختلف الأسلحة بشرشال ثم انتسب لاحقا لجامعة التكوين المتواصل فرع
البليدة في شعبة الحقوق أثناء خدمته العسكرية وبعد هجرته إلى بريطانيا تحصل على شهادة الليسانس في العلوم الإسلامية.

## تكوينه العسكري
التحق احمد شوشان بـالأكاديمية العسكرية لمختلف الأسلحة بشرشال في 10 سبتمبر 1978
و تخرج منها في يناير 1981 برتبة ملازم في تخصص المدرعات ثم في جانفي 1981 التحق بمركز تكوين القوات المحمولة جوا ببسكرة ثم في اوت 1981 التحق بالفيلق الثاني عشر للصاعقة بتبسة ثم في سنة 1985 تحصل على رتبة ملازم أول بعد الإنهاء من دورة قيادة كتبة مضلين. وفي 1988 شارك في دورة الإتقان في قيادة فيلق الدبابات بشرشال وفي 1990 تحصل على رتبة نقيب

## الاعتقال المحاكمة والسجن
كانت لاحمد شوشان حسب شهادته تواصل مباشر باعضاء الحركة الإسلامية المسلحة ففي 13 مارس 1991 اجتمع أحمد شوشان مع قيادة الحركة الإسلامية المسلحة وهم سعيد مخلوفي عبد القادر شبوطي ومنصوري الملياني ورابح قطاف والنقيب أحمد بن زمرلي والملازم الأول زلة نعمان وضابطان آخران برتبة ملازم أول. وفي 3 مارس 1992 اعتقل احمد شوشان في مقر عمله وكان حينها رئيسا لقسم القوات الخاصة بالأكاديمية العسكرية لمختلف الأسلحة برتية نقيب. وبعد اقل من شهر من اعتقاله ولغاية 30 مارس 1992 وصل عدد العسكرين الموقوفين إلى 57 عسكريا بتهمة «التآمر المسلح» وكانت تتكون المجموعة من 13 نقيبا 18 ملازما، و46 ضباط صف. حوكم احمد شوشان في محكمة بشار العسكرية بتهمة التآمر على قلب نظام الحكم بالقوة مع أطراف معادية وصدر في حقه حكم بالسجن ثلاث سنوات، وبعد النطق بالحكم ادخل احمد شوشان إلى سجن بشار ثم نقل إلى سجن البرواقية وهناك نجى من مذبحة سجن البرواقية التي وقعت في 14 نوفمبر 1994 وراح ضحيتها أكثر من 200 سجين سياسي. غادر أحمد شوشان الجزائر في نوفمبر 1995 عبر الصحراء
و بقي في دول غرب أفريقيا زهاء ثلاث سنوات متنقلا بين مالي موريتانيا وغامبيا وغانا وبوركينا فاسو والنيجر ونيجيريا وساحل العاج وليبريا وسيراليون وجنوب التشاد والكميرون والغابون، وبعد أن وصلت معلومات لأحمد شوشان بأن الجماعة الإسلامية المسلحة تحاول قتله غادر إلى بريطانيا التي دخلها بجواز سفر مالي كلاجئ سياسي في 27 ديسمبر 1997.

## نشاطه الحالى
بعد الاحتجاجات الجزائرية 2011 قام احمد شوشان بتأسيس مجلس التقويم الوطني في 14 ربيع الأول
1433هـ
الموافق ل 6 فيفري 2012 ثم في ماي 2014 انخرط أحمد شوشان في مؤتمر التغير الوطني الذي كان يرأسه المناضل صلاح الدين سيدهم
وبعد أحداث غرداية التي ينحدر منها شوشان قام في 11 نوفمبر 2015 بتاسيس “الجبهة الشعبية لإنهاء الوصاية الفرنسية”

## وصلات خارجية
- الموقع الرسمى لأحمد شوشان
- شهادات أحمد شوشان
- حوار مع أحمد شوشان